# K2 High Definition
K2 High Definition, abbreviata in K2 HD, è una tecnica di masterizzazione audio sviluppata dalla JVC Music. K2 HD in fase di acquisizione codifica la musica ad una risoluzione di 24 bit e 100 kHz , mentre in fase di masterizzazione produce CD audio standard a (16 bit, 44,1 kHz) pertanto non richiede lettori CD specializzati per la riproduzione.